# Brunettia yoshimotoi
Brunettia yoshimotoi är en tvåvingeart som beskrevs av Quate 1965. Brunettia yoshimotoi ingår i släktet Brunettia och familjen fjärilsmyggor.
Artens utbredningsområde är Filippinerna. Inga underarter finns listade i Catalogue of Life.